# Свято-Миколаївська церква (Колодеже)
Українська православна Свято Миколаївська церква Київського патріархату. Побудована в 2000 році за сященника Стефанка Володимира Михайловича, освячена владикою Яковом. Побудована за допомогою громади сіл Колодеже і Наталин.

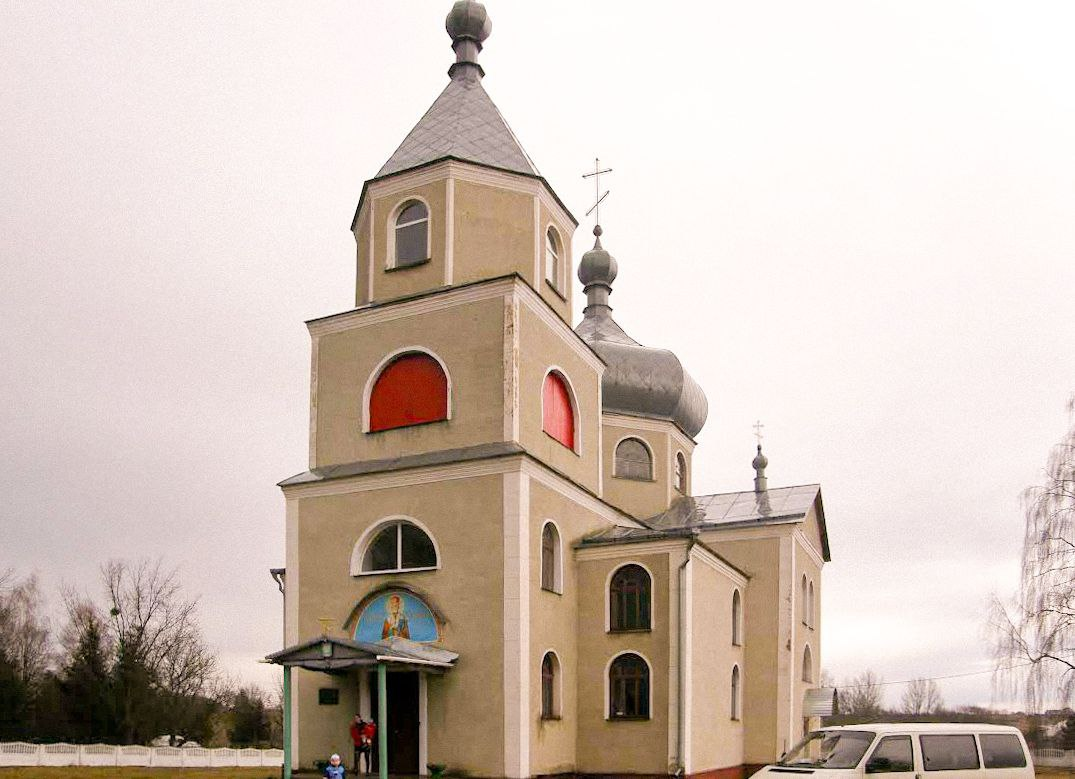
Фото, Церква Святого Миколая, 2017 р.

Архітектор - Карманщиков В. Т.